# Стадинг, Франциска
Франциска Стадинг (нем. Sofia Franziska Stading, 1763 — 8 февраля 1836) — шведская оперная певица немецкого происхождения.

## Биография
Франциска Стадинг родилась в 1763 г. в Берлине, воспитывалась приёмным отцом Йозефом Гуммелем, отцом Иоганна Гуммеля. Вероятно, выросла в Гааге и училась у пению у Гертруды Мара и музыке у Грааф.
В Стокгольм она приехала как родственница немецкого скрипача Фридриха Бенедикта Августи, мужа оперной певицы Ловисы Августи, и в 1773 г. была принята в Королевскую оперу.
В 1778 г. Франциска выступила на концерте, организованном Шведской королевской музыкальной академией, в 1779 г. она впервые выступила как оперная певица в Дроттнингхольмском придворном театре в небольшой роли королевы Мирис в опере комик La belle Arsène Монсиньи. Она произвела хорошее впечатление приятностью, простотой и отсутствием какого-либо тщеславия.
Франциска добилась большого успеха в главной роли в опере Cora och Alonzo Иоганна Наумана в 1793 г., поставленной по случаю открытия нового здания Королевской шведской оперы, став одной из звёзд эпохи Густава III как в опере, так и на драматической сцене. В 1790 г. умерла Ловиса Августи, и Франциска с Каролиной Мюллер стала примадонной Королевской оперы и делила с ней главные партии во всех крупных оперных постановках.
Франциска исполняла роли во многих постановках Королевской оперы: роль Маргареты Васа в Gustaf Wasa (opera) Наумана, главную роль в Frigga Ольстрёма, Эббу Браге в Gustaf Adolph och Ebba Brahe Воглера и Челльгрена. Она также играла в некоторых французских опера комик Далейрака и Гретри. Когда она исполняла роль в «Ифигении в Авлиде» Глюка, то подобрала одежду сообразно изображаемой эпохе, что в те времена было в новинку. Одним из её больших успехов была Антигона в «Эдипе Колонском» Саккини, и о ней с большим воодушевлением отозвались театральные критики.
В 1788 г. её успехи оценили тем, что назначили придворной певицей и ввели в Шведскую королевскую музыкальную академию, чего удостаивались немногие.
В 1872 г. на похоронах павшего жертвой заговора Густава III Франциска спела с Каролиной Мюллер, Кристофером Карстеном, Карлом Стенборгом, Элизабет Олин в Церкви Риддархольмена.
В 1806 г. Франциска Стадинг покинула шведскую сцену с полной королевской пенсией, уехала в Дрезден, где скончалась в 1836 г. Замужем она не была.